# Quelqu'un
Quelqu'un est un roman de Robert Pinget publié le 1er octobre 1965 aux éditions de Minuit et ayant reçu la même année le prix Femina.

## Résumé
Le narrateur décrit à la première personne les évènements de sa journée ainsi que ses pensées. Le point de départ est la perte d'un « papier » sur lequel il avait pris quelques notes de botanique, et qu'il cherchera du début à la fin. La journée se déroule dans une pension de famille, que le narrateur possède en partie, et dans laquelle vivent une dizaine de personnes. 

## Éditions
- Quelqu'un, éditions de Minuit, 1965  (ISBN 270730347X).